# Craterispermum aristatum
Espèce
Craterispermum aristatum Wernham est une espèce de plantes à fleurs de la famille des Rubiaceae et du genre Craterispermum, présente en Afrique tropicale.

## Étymologie
Son épithète spécifique aristatum fait référence à ses bractées aristées.

## Description
C'est un arbuste glabre pouvant atteindre 8 m de hauteur.

## Distribution
L'espèce n'a longtemps été connue qu'à travers la récolte de Percy Amaury Talbot en 1911 sur les monts Oban au Nigeria, mais n'a plus été observée dans ce pays depuis cette date. Elle pourrait donc être désormais endémique du sud-ouest du  Cameroun où elle a été signalée à plusieurs reprises, notamment au mont Cameroun et au parc national de Korup.